# Хе Бо
Хе Бо (Китайською: 河伯) — бог Жовтої Річки (Хуанхе) у китайській міфології.

## Образ і функції
Хе Бо керував водами Жовтої Річки — найбільшої і головної з річок території сучасного Китаю, та одночасно виступав її персоніфікацією. Він вважався великодушним божеством, позаяк від вод річки залежало зростання врожаїв, однак примхливим і непередбачуваним, адже Хуанхе час від часу розливається, затоплюючи навколишні землі.
Традиційним зображенням Хе Бо є чоловік на колісниці, запряженій двома драконами. Деякі пам'ятки описують Хе Бо як істоту з людським обличчям і риб'ячим тілом.

## Міф
Фенг Ї, простий смертний, що жив на березі річки, в розпачі спостерігав, як буря здіймає води річки, змушуючи її поглинати береги. Бачучи, що річка ось-ось поглине його село, Фенг Ї, будучи покірним і мудрим, вирішив принести себе в жертву річці, щоб заспокоїти її і врятувати село. Він прив'язав до свого поясу камені і кинувся у воду. Цей акт самопожертви не тільки зупинив потік, але і зробив Фенг Ї Богом Жовтої Ріки, котрого назвали Хе Бо.
Через багато років Хе Бо так запишався своєю річкою, що проголосив Жовту Річку найбільшим скупченням води у світі. Одного разу повз проходив мандрівник  і запитав Хе Бо, чи бачив той коли-небудь Північне море. Хе Бо питання здалося дурним, адже його річка була в розливі та рясні дощі підживлювали її. Але думка про Північне море не відпускала Хе Бо, і він вирішив відправитися в подорож. Після прибуття, Дракон-Король Північного Моря тепло зустрів його. Побачивши безкрайнє  Північне Море, Хе Бо усвідомив свою помилку і смиренно повернувся до рідних вод Жовтої Ріки.
Для Хе Бо не стало більшої чесноти, ніж мудрість і смиренність.